# Olga Konkova

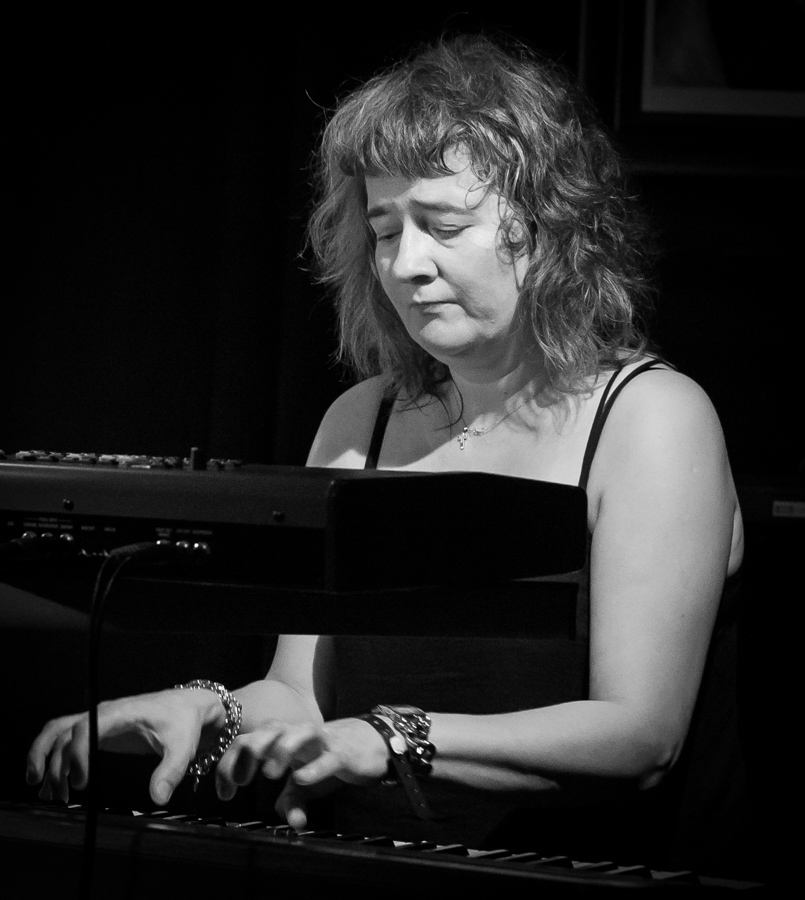
Olga Konkova, Oslo Jazzfestival 2016

Olga Konkova (russisch Ольга Конькова; * 25. August 1969 in Moskau) ist eine russische Jazz-Pianistin.
Konkova hatte ab dem siebenten Lebensjahr Klavierunterricht und studierte bis 1993 am Gnessin-Institut Moskau klassisches Klavier und Komposition. Danach studierte sie zwei Semester am Berklee College of Music in Boston. 1994 übersiedelte sie nach Oslo, wo sie den Bassisten Per Mathisen heiratete, mit dem sie auch im Duo arbeitete.
Sie gab Konzerte in Norwegen, Schweden, Dänemark, in den USA, Irland, England, Belgien, Frankreich, Russland und Österreich und arbeitete mit Musikern wie Ralph Peterson, Adam Nussbaum, Gary Husband, Bill Bruford, Alex Sipiagin, Boris Kozlov, Jon Gordon, Marilyn Mazur, Seamus Blake, Magni Wentzel, Jon Christensen, Bobby Shew und Audun Kleive. Seit 1996 veröffentlichte sie mehr als zehn Alben unter ihrem Namen. Mehrfach trat sie mit der schwedischen Norrbotten Big Band auf; zudem ist sie ein Mitglied von Helge Sundes Ensemble Denada, mit dem sie drei Alben vorlegte.

## Diskographie
- Going with the Flow mit Carl Morten Iversen, Audun Kleive, 1996
- Northern Crossings mit Ole Mathisen, Per Mathisen, Jojo Mayer,  1997
- Some Things from Home, 2001
- Unbound mit Per Mathisen, 2007
- Improvisational Four – Piano Improvisations Inspired by Joni Mitchell, 2009
- Olga Konkova, Jens Thoresen December Songs, 2016
- Return Journey (2018)